# Mi, kosovirji
Mi, kosovirji je slovenska pravljica, ki jo je zapisala Svetlana Makarovič. Izšla je leta 2009 pri založbi Miš, ilustrirala jo je Suzana Bricelj. Delo prikazuje nove dogodivščine dveh radovednih kosovirjev - Glala in Glili, iz prejšnjih del (Kosovirja na leteči žlici (COBISS), Kam pa kam, kosovirja? (COBISS)). V tem delu se jima pridruži še mala Gi.

## Vsebina
Trije kosovirji, Glal, Glili in Gi, se odločijo, da bodo ugotovili in raziskali kdo oz. kaj so štramfeljni. Z žlicami poletijo proti Visokim mahovom, kjer štramfeljni živijo. Med potjo se ustavijo na ladji, kjer Gi pade v lonec z maslom, pristanejo nad ledenim gobcem, ki jih potegne vase in iz katerega jih zračni vrtinec odnese na ogromen zelen travnik. Na travniku spoznajo »baburo« Roro in deklico Mrvico. Ko izvedo dekličino žalostno zgodbo ji pomagajo in jo skupaj s pticami odnesejo do vznožja orjaške gore, kjer jo potolažijo in končno ugotovijo in spoznajo kdo oz. kaj so štramfeljni.

## Liki
Glavne književne osebe so trije kosovirji, in sicer Glal, Glili in Gi.
Stranske književne osebe so »stari« kosovir Ghul, risinja in njen »mali risek«, muce, vodomec, »babura« Rora, deklica Mrvica, škrata Šket in Šot in štramfeljni.

## Analiza pravljice
Mi, kosovirji je »obsežna sodobna pravljica« (fantastična pripoved), ki je usmerjena v dvojnega naslovnika. Imena pravljičnih junakov so izvirna in nenavadna (Glal, Glili, Gi, Ghul, Rora, Mrvica, Šket in Šot). Glavni junaki so kosovirji, izmišljena bitja, ki predstavljajo vse značilnosti otrok. Čas in kraj dogajanja sta domišljijska. 
Avtorica simpatizira s književnimi osebami, zato čustveno zaznamovano opisuje njihovo telo in uporablja pomanjševalnice, npr. kosmat repek, srdit glasek, gol trebušček... Opazna so tudi nasprotja (radovedni – neradovedni, prijazni – hudobni, stari – mladi), pravljični predmeti (žlice na katerih rastejo paradižniki in omara, ki ima obute čevlje z visokimi petami) in pravljična bitja (škrata Šket in Šot).